# せとゆき (練習艦)
せとゆき（ローマ字：JS Setoyuki, TV-3518、DD-131）は、海上自衛隊の練習艦。はつゆき型護衛艦の10番艦。晩年は練習艦に種別変更され、しまゆき型練習艦の3番艦となった。艦名は「瀬戸に降る雪」即ち「瀬戸雪」に由来する。なお、艦艇名としては旧海軍通して初の命名である。

## 艦歴
「せとゆき」は、中期業務見積もりに基づく昭和57年度計画2,900トン型護衛艦2219号艦として、三井造船玉野事業所で1984年1月16日に起工され、1985年7月3日に進水、1986年12月11日に就役し、第2護衛隊群第42護衛隊に編入され佐世保に配備された。
1988年3月17日、第3護衛隊群第45護衛隊に編入。
1988年、1990年、1995年、遠洋練習航海に参加。
1997年3月24日、隊番号の改正により第45護衛隊が第7護衛隊に改称。
1998年3月20日、第4護衛隊群第4護衛隊に編入。
1999年8月2日から4日にかけて護衛艦「しらね」、「とね」とともに韓国釜山を訪問、4日から5日にかけて東シナ海において初の日韓共同訓練を実施した。
2000年3月21日、第4護衛隊群第8護衛隊に編入され、定係港も呉に転籍。
2002年3月6日、呉地方隊第22護衛隊に編入。
2008年3月26日、自衛艦隊の大改編により、第22護衛隊が第12護衛隊に改称され護衛艦隊隷下に編成替え。
2010年6月3日、和歌山県串本町の樫野埼沖にてエルトゥールル号遭難事件から120年目にあたる日に洋上追悼式を執り行う。参加者には在日本・トルコ大使のセルメット・アタジャンル、トルコ軍楽隊、オスマン・パシャのひ孫のオスマン・ケマル・テキタシュ夫妻のほか寬仁親王、彬子女王、仁坂吉伸和歌山県知事や田嶋勝正串本町長などが参列する。　自衛艦で皇室・対外王室に対しての御召艦となった戦後初めての艦と成った（すなわち「皇族旗」を掲揚した初の自衛艦である）。
平成23年度予算において、5年間の延命予算が要求された。
2012年3月14日、練習艦に種別変更され、練習艦隊第1練習隊に編入。
2013年3月22日、練習艦としては海上自衛隊初となる女性艦長が練習艦「しまゆき」と同じく着任。
2014年及び2016年、遠洋練習航海に参加。
2021年2月9日から3月16日にかけて護衛艦「ゆうぎり」及び練習艦「はたかぜ」とともに第54期一般幹部候補生課程（部内課程）学生の外洋練習航海に参加する。その参加途中の2月28日にはグアム周辺海空域において米海軍空母「セオドア・ルーズベルト」、巡洋艦「バンカー・ヒル」と共同訓練を実施した。
同年6月27日、遠洋練習航海中の海上自衛隊練習艦隊（司令官：石巻義康、実習幹部：71期幹候卒業生、練習艦「かしま」、「せとゆき」）は、2021年4月27日に事故で沈没したインドネシア海軍の潜水艦「KRI ナンガラ 402」の洋上慰霊祭を実施した。
2021年12月24日、除籍され「はつゆき」型最後の艦艇として長い歴史に幕を降ろした。35年に及ぶ就役期間中、地球42周分に相当する航海をした。
2022年12月2日、呉港務隊のえい船により洋上までえい航し、解体業者に引き渡された。

### 歴代艦長
| 代 | 氏名     | 在任期間                | 出身校・期           | 前職                             | 後職                                      | 備考                               |
| -- | -------- | ----------------------- | -------------------- | -------------------------------- | ----------------------------------------- | ---------------------------------- |
| 01 | 堀内洋治 | 1986.12.11 - 1988.1.11  | 防大9期              | せとゆき艤装員長                 | 呉地方総監部管理部人事課長                |                                    |
| 02 | 山中嘉勝 | 1988.1.12 - 1989.3.23   | 防大9期              | おおなみ艦長                     | 舞鶴地方総監部防衛部                      |                                    |
| 03 | 稲田 悟  | 1989.3.24 - 1991.7.19   | 防大12期             | 海上幕僚監部監理部総務課         |                                           |                                    |
| 04 | 辻 一敏  | 1991.7.20 - 1992.12.20  | 防大17期             | さわかぜ船務長 兼 副長           | はまゆき艦長                              |                                    |
| 05 | 中塚久雄 | 1992.12.21 - 1994.3.22  | 防大18期             | 海上幕僚監部防衛部装備体系課     | 海上自衛隊幹部学校研究部員                | 1993.7.1 1等海佐昇任               |
| 06 | 山本典昭 | 1994.3.23 - 1996.3.21   |                      | あさぐも艦長                     |                                           |                                    |
| 07 | 大竹直明 | 1996.3.22 - 1997.8.10   |                      | 海上幕僚監部防衛部通信課         | 海上自衛隊幹部学校教官                    |                                    |
| 08 | 溝部 宏  | 1997.8.11 - 1998.12.20  | 防大21期             | 横須賀基地業務隊補充部付         | 第2海上訓練指導隊船務科長                 |                                    |
| 09 | 村田隆齊 | 1998.12.21 - 1999.12.23 | 防大21期             | 海上自衛隊幹部学校研究部員       | 護衛艦隊司令部幕僚                        |                                    |
| 10 | 井上秀樹 | 1999.12.24 - 2001.3.22  | 防大22期             | ゆうぐも艦長                     | 海上幕僚監部監理部総務課                  |                                    |
| 11 | 星山良一 | 2001.3.23 - 2002.3.24   | 防大26期             | さわぎり副長                     | 海上幕僚監部監理部総務課                  |                                    |
| 12 | 三浦昌伸 | 2002.3.25 - 2003.3.26   | 防大26期             | はたかぜ船務長 兼 副長           | うみぎり艦長                              | 就任時3等海佐 2002.7.1 2等海佐昇任 |
| 13 | 中畑康樹 | 2003.3.27 - 2004.3.25   | 防大30期             | 海上幕僚監部防衛部運用課         | 護衛艦隊司令部幕僚                        |                                    |
| 14 | 大仲和弘 | 2004.3.26 - 2005.5.9    | 防大27期             | 誘導武器教育訓練隊 誘導武器科長  | いなづま艦長                              |                                    |
| 15 | 永井一成 | 2005.5.10 - 2006.8.20   | 防大32期             |                                  | 海上幕僚監部防衛部装備体系課              |                                    |
| 16 | 小澤 豊  | 2006.8.21 - 2007.8.9    | 防大31期             | きりしま船務長 兼 副長           | むらさめ艦長                              |                                    |
| 17 | 鈴木雅博 | 2007.8.10 - 2008.12.16  | 防大29期             | みょうこう砲雷長                 | 海上自衛隊第1術科学校教官                 |                                    |
| 18 | 伊保貴史 | 2008.12.17 - 2010.3.24  | 防大25期             | おおすみ運用長                   | 海上自衛隊幹部学校 図演装置運用課部隊班長 |                                    |
| 19 | 遠藤昭彦 | 2010.3.25 - 2011.3.24   | 防大33期             | ひゅうが砲雷長                   | 海上自衛隊幹部学校付                      | 海上幕僚監部                       |
| 20 | 沢田俊彦 | 2011.3.25 - 2012.3.22   | 防大36期             | 自衛艦隊司令部幕僚               | 海上自衛隊幹部学校付                      | 2011.7.1 1等海佐昇任               |
| 21 | 上野喜之 | 2012.3.23 - 2013.3.21   | 防大35期             | むろと副長                       | 海上自衛隊幹部学校付                      | 2012.7.1 1等海佐昇任               |
| 22 | 東良子   | 2013.3.22 - 2015.3.3    | 防大40期 （女子1期） | かしま副長                       | 海上自衛隊幹部学校付                      | 2015.1.1 1等海佐昇任               |
| 23 | 川嶋潤子 | 2015.3.4 - 2016.2.17    | 獨協大学・ 48期幹候  | あさぎり副長                     | 海上幕僚監部防衛部防衛課                  | 女性艦長                           |
| 24 | 酒井 憲  | 2016.2.18 - 2017.3.23   | 防大41期             | 練習艦隊司令部                   | 防衛大学校訓練部首席指導教官              |                                    |
| 25 | 根本征幸 | 2017.3.24 - 2018.4.1    |                      | 呉基地業務隊本部補充部付         | 海上自衛隊幹部候補生学校第1学生隊長       |                                    |
| 26 | 中寺直人 | 2018.4.2 - 2019.3.26    | 防大45期             | 統合幕僚監部防衛計画部計画課     |                                           |                                    |
| 27 | 菅原君和 | 2019.3.27 - 2020.3.31   |                      | 横須賀海上訓練指導隊対潜戦術科長 | 海上自衛隊第1術科学校教官 兼 研究部員     |                                    |
| 28 | 秋野朝治 | 2020.4.1 - 2021.12.23   |                      | 大湊地方総監部防衛部             | 佐世保地方総監部管理部                    |                                    |

## ギャラリー

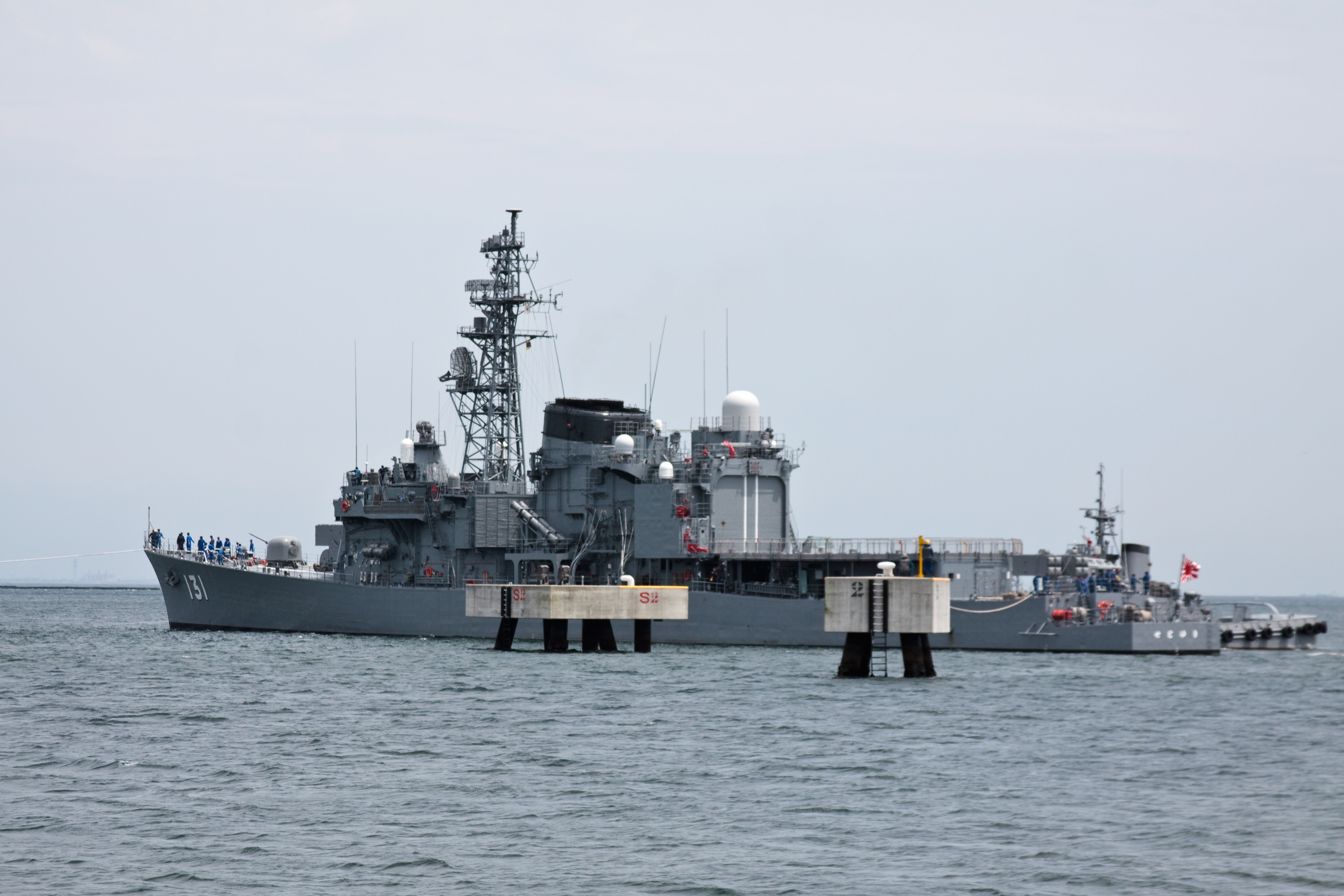
護衛艦時代の「せとゆき」
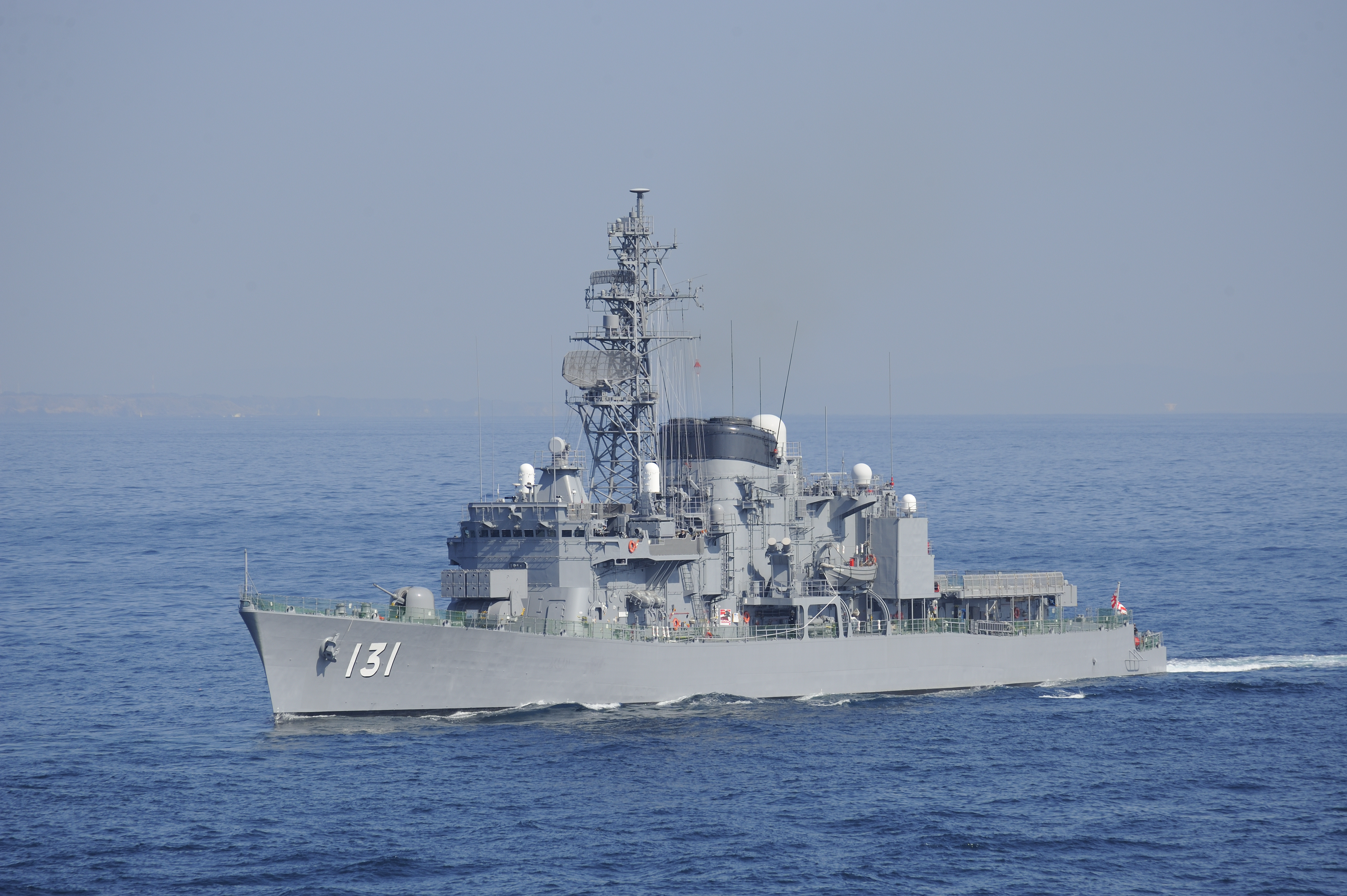
平成21年度観艦式予行における「せとゆき」
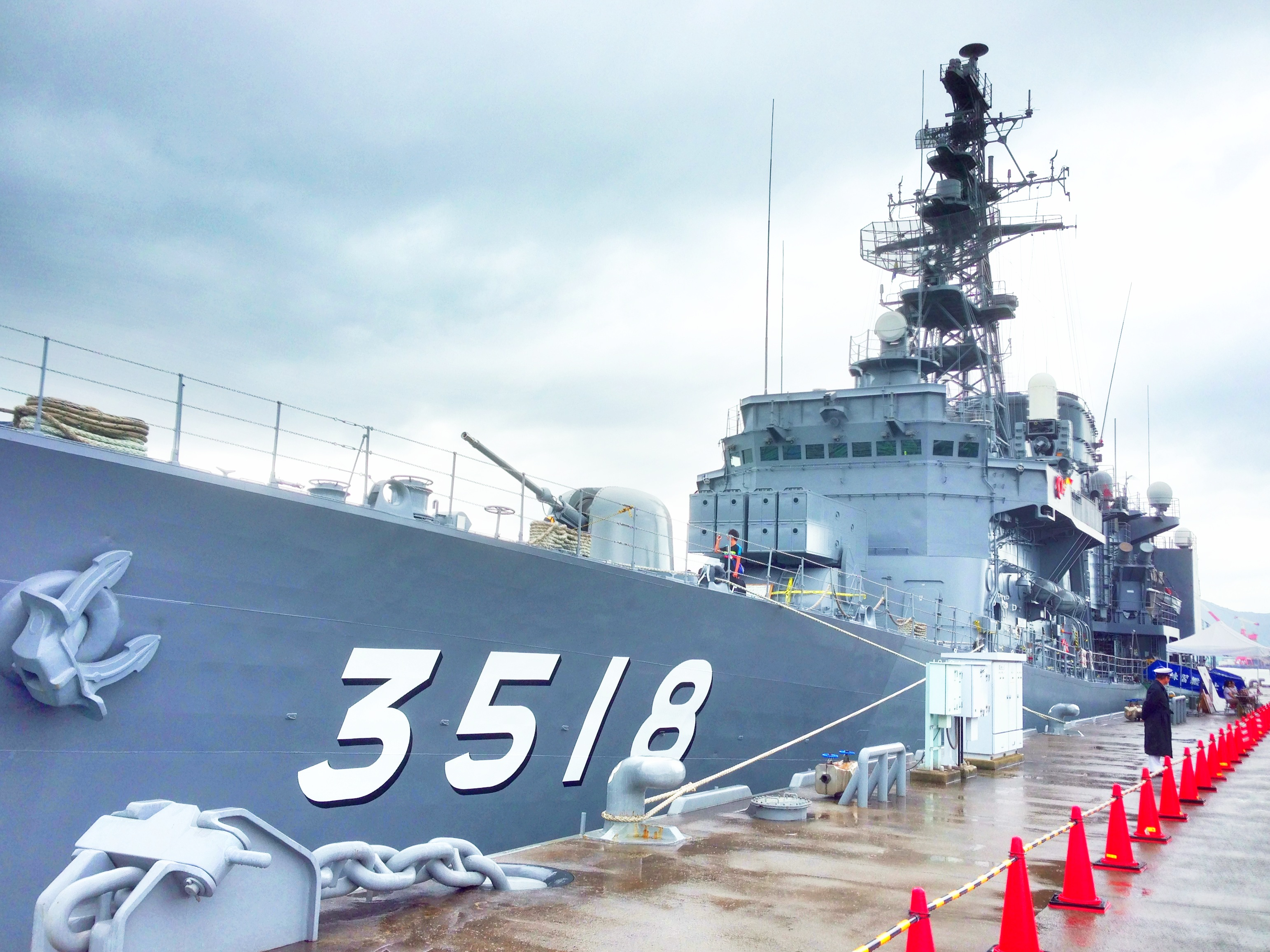
練習艦となった後の「せとゆき」
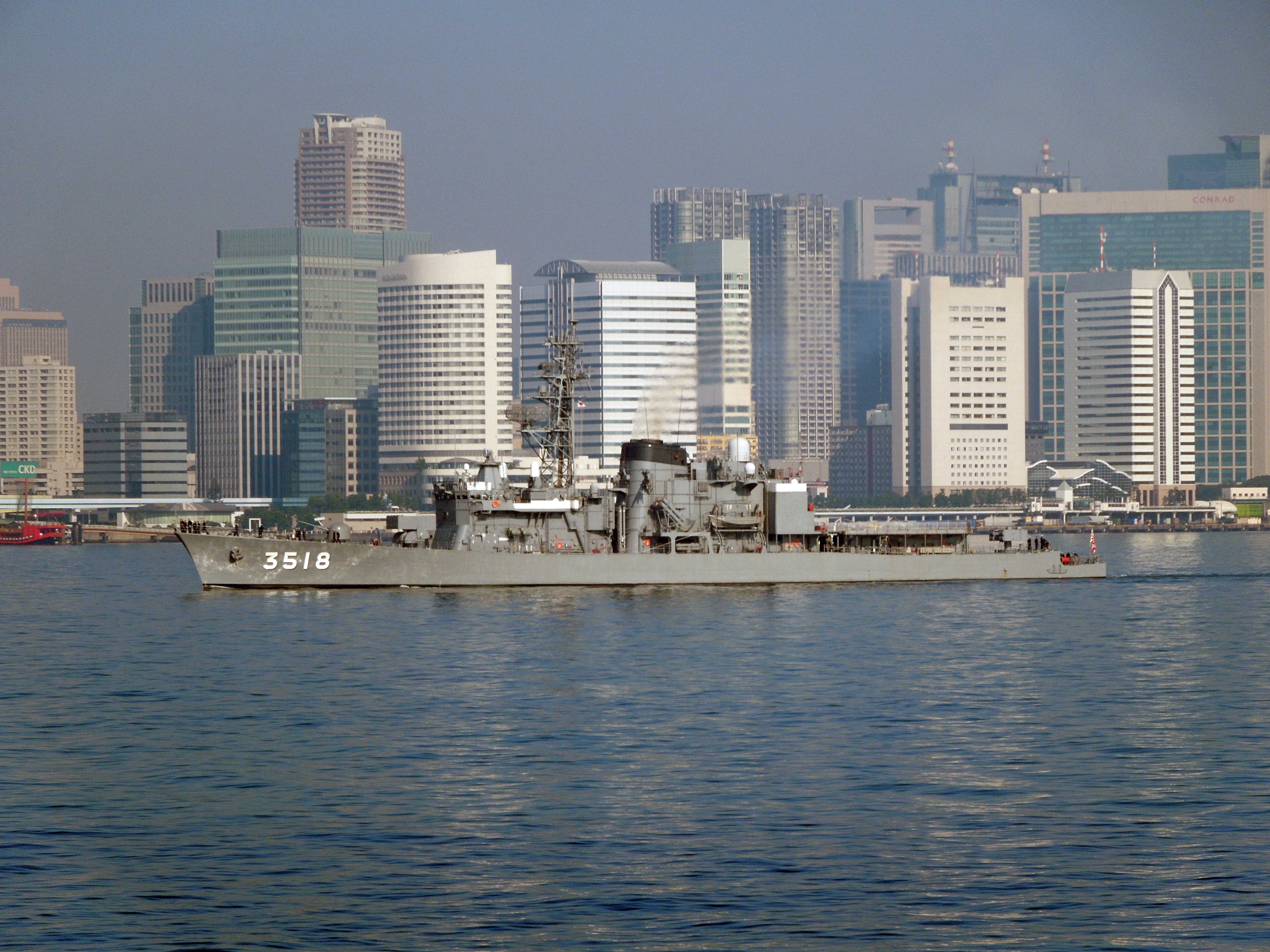
晴海を出港した「せとゆき」
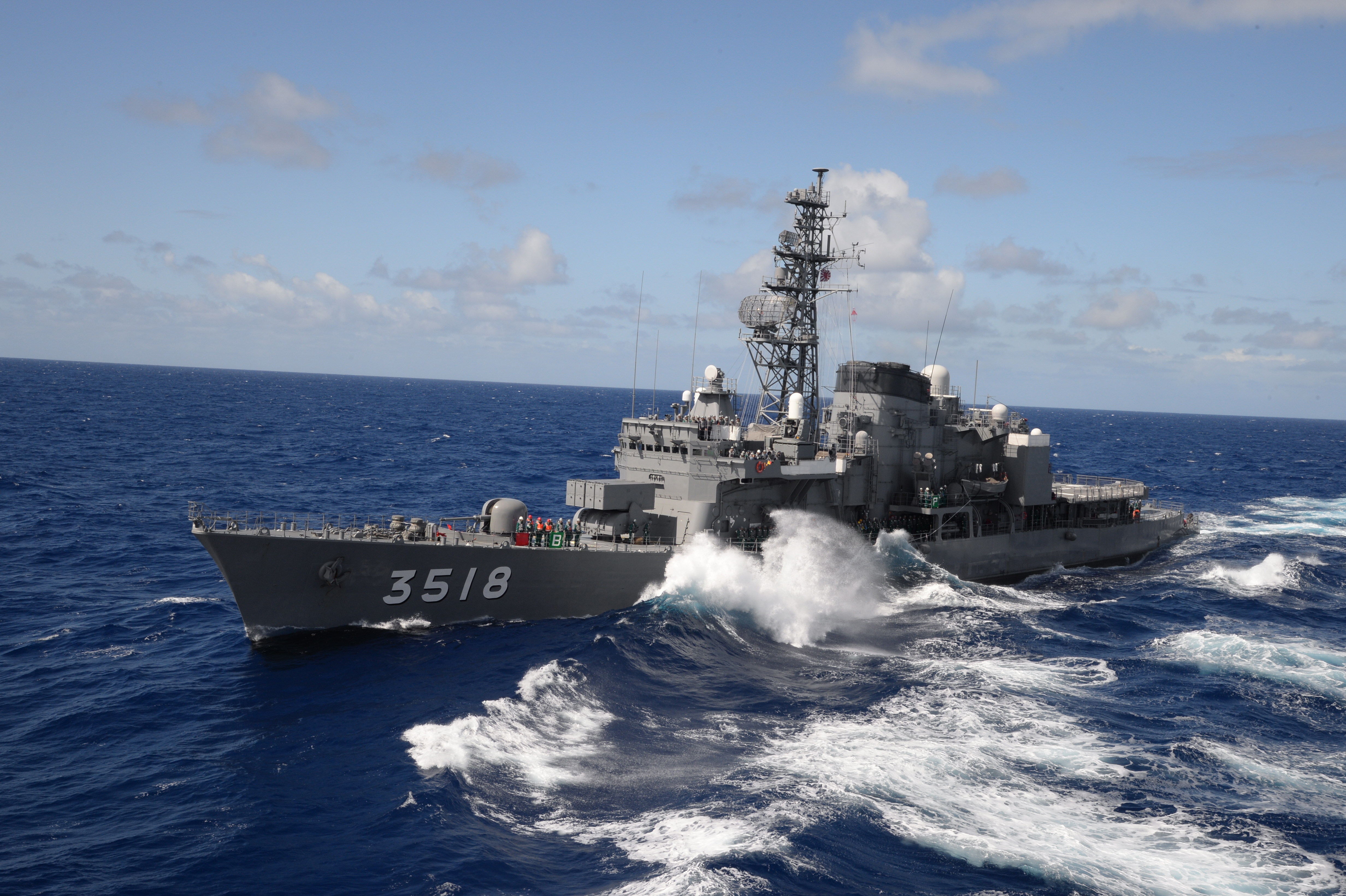
航行中の「せとゆき」
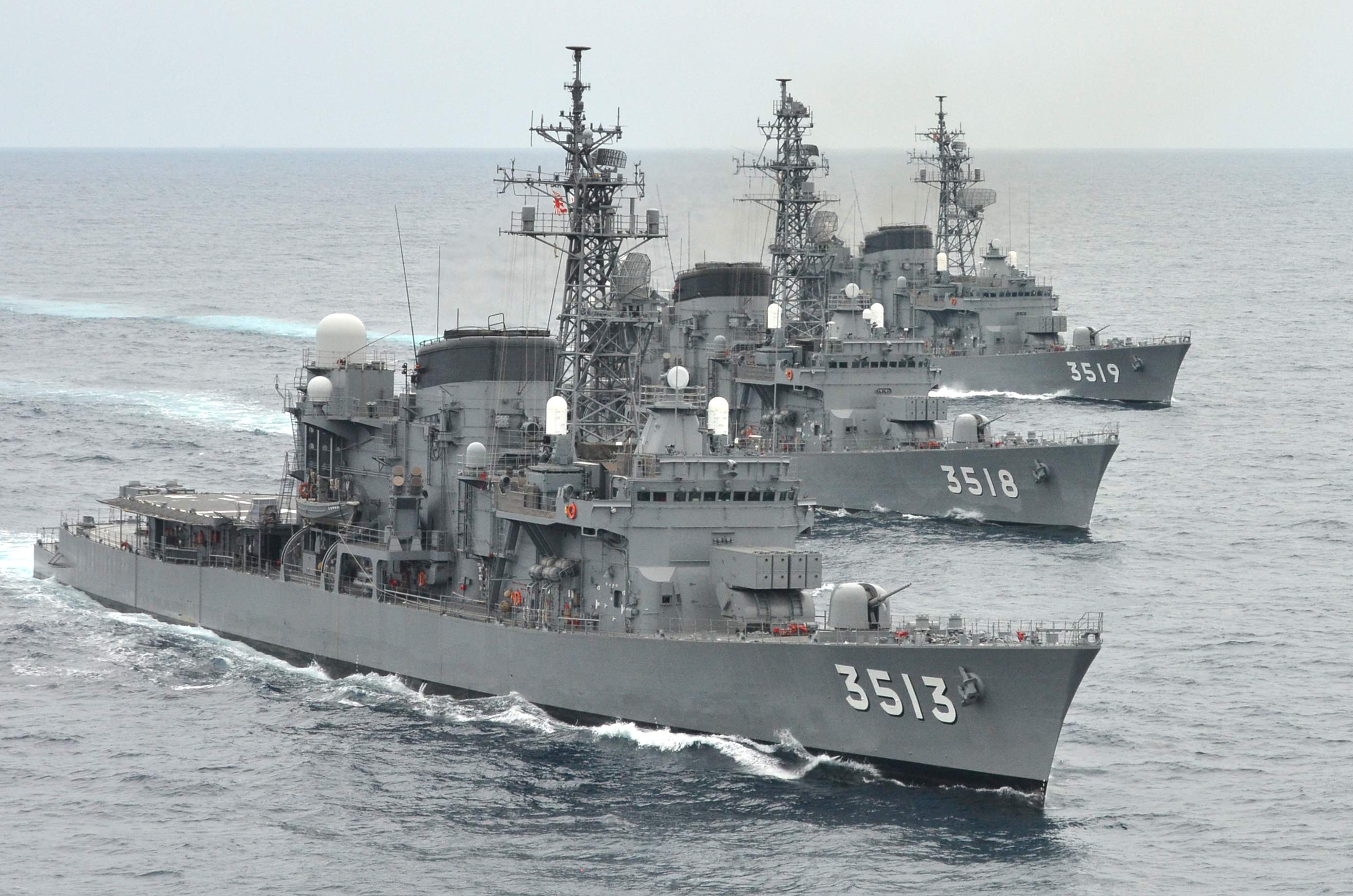
第1練習隊の3艦
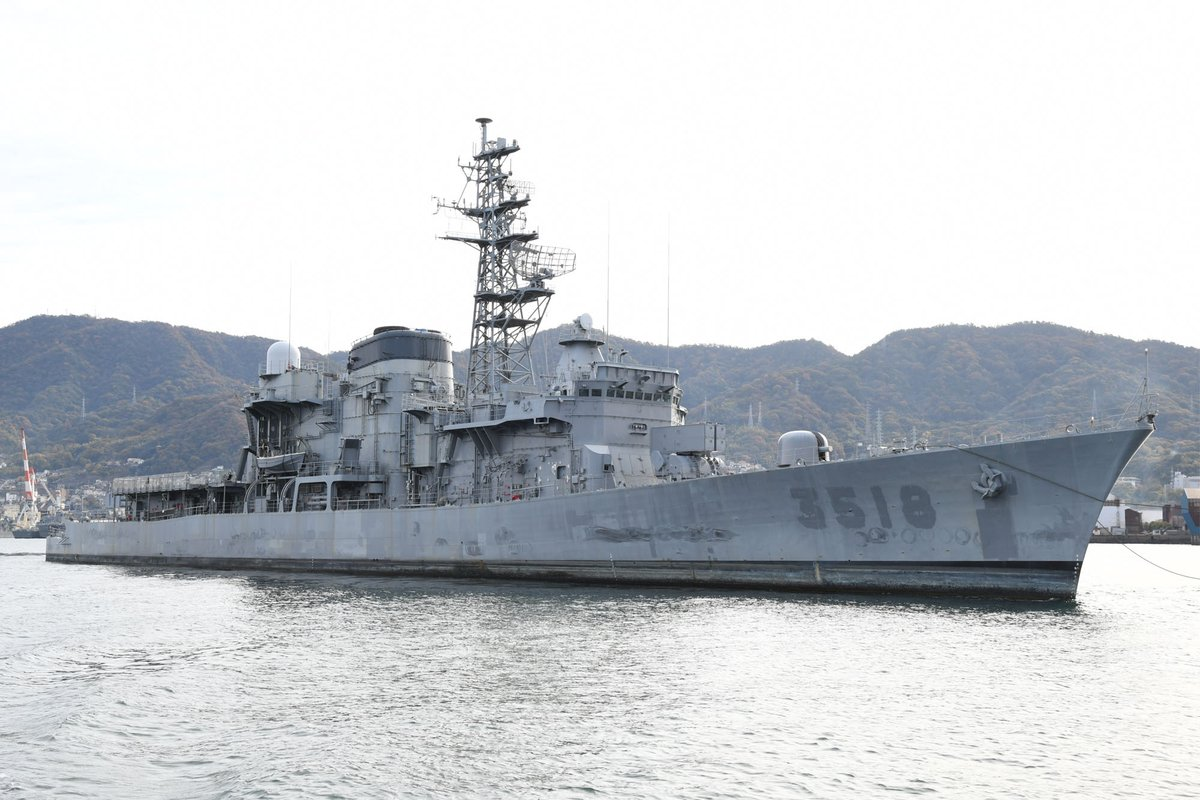
除籍後、呉港沖に係留中の「せとゆき」
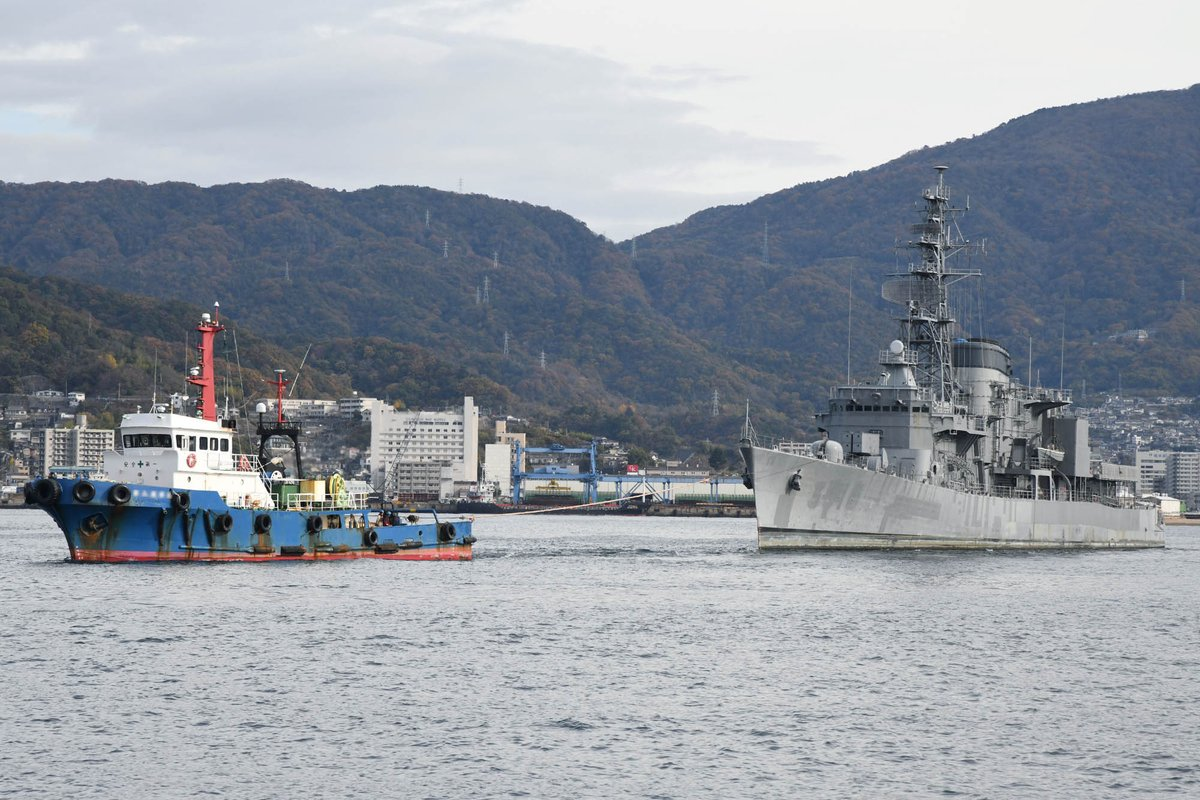
解体のため、えい航されていく「せとゆき」